# Xylotrechus majeri
Xylotrechus majeri là một loài bọ cánh cứng trong họ Cerambycidae.